# Rancho Nuevo, San Miguel de Allende
Rancho Nuevo är en ort i Mexiko.   Den ligger i kommunen San Miguel de Allende och delstaten Guanajuato, i den centrala delen av landet, 240 km nordväst om huvudstaden Mexico City. Rancho Nuevo ligger 1 867 meter över havet och antalet invånare är 238.
Terrängen runt Rancho Nuevo är huvudsakligen platt, men österut är den kuperad. Runt Rancho Nuevo är det ganska tätbefolkat, med 96 invånare per kvadratkilometer. Närmaste större samhälle är San Miguel de Allende, 9,4 km sydost om Rancho Nuevo. Trakten runt Rancho Nuevo består i huvudsak av gräsmarker.